# Мир юрского периода: Возрождение
«Мир ю́рского пери́ода: Возрóждение» (англ. Jurassic World Rebirth) — американский научно-фантастический боевик режиссёра Гарета Эдвардса по сценарию Дэвида Кеппа. Стал четвёртым фильмом в серии «Мир юрского периода» и седьмым медиафраншизы «Парк юрского периода». Главные роли исполнили Скарлетт Йоханссон, Махершала Али, Джонатан Бейли, Руперт Френд, Мануэль Гарсия-Рульфо и Эд Скрейн. По сюжету, динозавры живут вокруг экватора, который обеспечивает им последний жизнеспособный климат для выживания. Команда отправляется в бывший островной исследовательский центр, где проживают три крупнейших доисторических животных, с целью извлечения образцов, жизненно важных для лечения сердечных заболеваний. Команда также спасает потерпевшую кораблекрушение семью, и обе группы изо всех сил пытаются выжить после того, как застряли на острове.
Работа над фильмом началась вскоре после выхода «Господства», когда исполнительный продюсер Стивен Спилберг нанял Кеппа, чтобы помочь ему разработать новую фильм серии. Ранее Кепп работал над фильмами «Парк юрского периода» и его продолжение «Парк юрского периода: Затерянный мир». Впервые о разработке фильма было объявлено в январе 2024 года. Через месяц Эдвардс был нанят в качестве режиссёра, и вскоре после этого начался кастинг. Основные съёмки происходились в Таиланде, Мальте и Великобритании с июня по сентябрь 2024 года.
Премьера фильма состоялась 17 июня 2025 года на площади Odeon Luxe Leicester Square в Лондоне и 2 июля в США и Канаде. Фильм получил смешанные отзывы от критиков, хотя некоторые посчитали его улучшением по сравнению с его предшественниками. Он заработал более 832 миллионов долларов по всему миру при бюджете в 180–225 миллионов долларов, что делает его четвёртым кассовым фильмом 2025 года.

## Сюжет
Спустя пять лет после событий произошедших в фильме «Мир юрского периода: Господство», окружающая среда планеты оказалась непригодной для множества динозавров и других воссозданных доисторических животных. Выжившие создания в настоящее время живут в отдаленных тропических регионах с условиями, похожими на те, в которых они процветали. Эксперт по операциям под прикрытием, Зора Беннетт, нанятая для работы с палеонтологом доктором Генри Лумисом, и руководителем группы Дунканом Кинкейдом выполняют сверхсекретную миссию.
Их цель состоит в том, чтобы найти трёх крупнейших из оставшихся животных на острове Сен-Юбер в Атлантическом океане, где находился исследовательский центр старого Парка, и получить их биоматериалы, которые содержат ключ к лекарству, которое чудесным образом может спасти человеческие жизни. Команда пересекается с гражданской семьёй, чьё приключение на лодке было сорвано нападением морских ящеров, оставив их всех в затруднительном положении на острове. Они узнают, что на острове живут предназначавшиеся как для старого парка, так и для «Мира юрского периода», но признанные слишком опасными динозавры-мутанты, являющиеся результатами неудачных экспериментов по воссозданию вымерших форм жизни. Десятки лет эти мутанты проживали в изоляции, одним которых является главный антагонист фильма — Дистортус Рекс (англ. Distortus Rex) — неудавшийся тираннозавр с шестью конечностями, похожий на инопланетянина — и столкнутся с ужасающим, зловещим откровением, которое десятилетиями хранилось в секрете от мира.

## В ролях
- Скарлетт Йоханссон — Зора Беннетт, эксперт по тайным операциям[11]
- Махершала Али — Дункан Кинкейд, руководитель группы Зоры[6]
- Джонатан Бейли — доктор Генри Лумис, палеонтолог[11]
- Руперт Френд — Мартин Кребс, представитель фармацевтической компании[11]
- Мануэль Гарсия-Рульфо — Рубен Дельгадо, отец потерпевшей кораблекрушение семьи гражданских лиц[11]
- Луна Блэйз — Тереса, старшая дочь Рубена[11]
- Дэвид Иаконо — Хавьер Доббс, парень Тересы[11]
- Одрина Миранда — Исабела, младшая дочь Рубена[11]
- Филиппина Вельге — Нина, член команды Зоры[11]
- Бечир Сильвен — Леклерк, член команды Зоры[12]
- Эд Скрейн[11] — Этуотер, член команды Зоры

## Производство

### Предыстория
Сценарий к фильму написал Дэвид Кепп, который написал сценарии к фильмам «Парк юрского периода» и «Парк юрского периода: Затерянный мир». Сначала он отказался от возможности написать сценарий к ещё одному фильму, полагая, что у него не осталось ничего, чтобы внести свой вклад в серию. С ним все ещё консультировались для последующих фильмов, и в конечном итоге он сделал неуказанную работу по сценарию к фильму «Мир юрского периода: Господство». Режиссёр и сценарист Колин Треворроу, который провел девять лет, работая над трилогией «Мир юрского периода», сказал, что, скорее всего, не вернётся к работе над другим фильмом, за исключением возможной консультативной роли.

### Разработка
Разработка фильма «Мир юрского периода: Возрождение» началась, когда исполнительный продюсер Стивен Спилберг попросил Кеппа вернуться, чтобы написать сценарий к новому фильму в серии, что привело к обмену идеями. Кепп также перечитал романы Майкла Крайтона «Парк юрского периода» (1990) и «Затерянный мир», включив концепции из обеих книг. В фильме присутствует сцена из первого романа, которая была вырезана из его экранизации, в которой персонажи на плоту должны сбежать от тираннозавра.

### Предпроизводство
Проект был представлен в конце января 2024 года, когда стало известно, что в разработке находится новый фильм «Мир юрского периода». Как и предыдущие фильмы «Мир юрского периода», продюсерами нового фильма выступили Фрэнк Маршалл и Патрик Кроули через The Kennedy/Marshall Company, а Спилберг вернулся в качестве исполнительного продюсера через Amblin Entertainment. Разработка проекта велась уже некоторое время, Кепп уже написал несколько черновиков. Продюсеры также проделали некоторое предпроизводство, включая дизайн динозавров, что означает, что любой творческий вклад от возможного режиссёра будет минимальным. Сообщается, что эта должность была описана как «больше съёмок, чем авторского кино», так как продюсеры стремились иметь больше творческого контроля, чем в «Господстве», который получил негативные отзывы.
«Возрождением» Спилберг и Кепп хотели вернуть серии тон оригинальной трилогии «Парк юрского периода», в частности первого фильма. Кроме включения динозавров, у Кеппа не было требований к сюжету, которым можно было бы следовать, хотя он составлял список правил для себя; среди них было то, что фильм был основан на точной науке и что он не ретконирует какие-либо события из предыдущих фильмов. Кепп хотел пересмотреть концепцию людей в среде динозавров, поскольку два предыдущих фильма переключились на животных, живущих среди людей. Говоря о новом фильме, Кепп сказал: «Мы рано решили, что, поскольку первая и вторая трилогии завершили свои сюжеты, давайте никоим образом не будем ограничивать себя — давайте получим совершенно новых персонажей в совершенно новом месте».
Дэвид Литч вёл переговоры о режиссуре фильма в начале февраля 2024 года, но переговоры прервались через несколько дней, поскольку прогресс проекта до этого момента оставил мало места для его творческого вклада. В том же месяце режиссёром был объявлен Гарет Эдвардс, который был выбран из-за визуального стиля, который он использовал в своих предыдущих фильмах, который считался идеальным для серии «Мир юрского периода». Спилберг наслаждался фильмом Эдвардса «Годзилла», а Эдвардс является поклонником оригинального «Парка юрского периода». Эдвардс планировал сделать перерыв в студийном кино и был занят написанием сценария нового фильма, когда ему предложили проект «Мир юрского периода», который он описал как «единственный фильм, который заставил бы меня бросить всё, как камень, и погрузиться прямо в него». Сцена с гнездом кетцалькоатля была среди тех, которые были изменены Эдвардсом; первоначально она должна была происходить в пещере, которую заменили на пещерный храм доколумбовой эпохи.
«Мир юрского периода: Возрождение» — первый фильм в серии, в котором нет ни одного актёра из предыдущих частей. Подбор актёров начался в марте 2024 года и продолжался в течение следующих трёх месяцев. К проекту присоединились Скарлетт Йоханссон, Джонатан Бейли, Мануэль Гарсия-Рульфо, Руперт Френд, Махершала Али, Луна Блэйз Дэвид Иаконо, Одрина Миранда и Бечир Сильвен Йоханссон является поклонницей франшизы и надеялась присоединиться к ней более десяти лет. Дженнифер Лоуренс отказалась от роли, которая в конечном итоге досталась Йоханссон. Глен Пауэлл, который озвучил Дэйва в мультсериале «Мир юрского периода: Лагерь мелового периода», также отказался от роли..

### Съёмки
Эдвардс стремился сделать как можно больше съёмок съёмки в реальных местах. Съёмки начались 13 июня 2024 года в Таиланде под рабочим названием Saga и продлились месяц. Местами съёмок были Национальный парк Кхао Фаном Бенча в Краби, Ко Крадан в Национальном парке Хат Чао Май в Транге и Национальный парк Ао Пханг Нга в Пхангнга. Затем в июле 2024 года съемки перешли на Мальтийскую киностудию в Калькаре, Мальта. Съёмки там включали сцену, в которой мозазавр и группа спинозавров атакуют лодку. Некоторые трюки были сняты в резервуаре на месте студии, а съёмки в океане проходили в близлежащем Средиземном море. Эдвардс признал, что съёмки сцены были «очень сложными». Йоханссон рассказала о съемках в резервуаре: «От солнца не было выхода. Это просто выпекалось каждый день. И вы находитесь на этой установке, 30 футов в воздухе или что-то в этом роде, и она движется вверх, вниз и в сторону, и вся эта вода стреляет из этих пушек в вашу сторону. Это было жестоко».
В августе 2024 года съёмки перешли в Лондон и Sky Studios Elstree в Великобритании. Искусственные джунгли и мини-маркет на заправке были среди декораций, построенных в Sky Studios. Погоня по реке от тираннозавра была снята в Lee Valley White Water Centre в Хартфордшире. Съёмки завершились 27 сентября 2024 года, хотя три недели спустя в Нью-Йорке прошли некоторые пересъёмки.
Оператором выступил Джон Мэтисон. Впервые в своей карьере Эдвардс снял проект, используя 35-мм киноплёнку, чтобы вернуться к виду первого фильма, с камерами и анаморфированными объективами от Panavision.

### Доисторические животные
Как в предыдущих фильмах, динозавры и другие доисторические животные были созданы благодаря сочетанию аниматроники и компьютерных изображений, созданных Industrial Light & Magic. Палеонтолог Стивен Брусатти вернулся в качестве консультанта по динозаврам.
Дизайн Дистортуса рекса, главного антагониста фильма, был вдохновлён ксеноморфами во франшизе «Чужой» и ранкором во франшизе «Звёздные войны». О его выпуклой голове руководитель визуальных эффектов ILM Дэвид Викери сказал: «Это как будто ещё одно животное связано с тираннозавром. Гарет хотел, чтобы мы сожалели об этом, а также были в ужасе, потому что его деформации причинили ему некоторую боль, и в этом есть обременение». Другой тип животных-мутантов, летающие мутадоны (англ. Mutadon), представляет собой комбинацию птерозавра (возможно, диморфодона или птеранодона) и велоцираптора. Кепп описывает их как результаты неудачных попыток выведения гибридов. На их создание и введение Кепп вдохновился после встречи с летучей мышью на его крыльце.
В фильме вернётся спинозавр, ранее показанный в «Парке юрского периода III». Для «Возрождения» спинозавр был переработан, чтобы включить более громоздкий хвост, отражая более новые исследования, согласно которым, животное вело полуводный образ жизни. Среди ранее появлявшихся в фильмах видов вернутся апатозавр, анкилозавр, велоцираптор, дилофозавр, кетцалькоатль, компсогнат, мозазавр, паразауролоф, птеранодон и тираннозавр. В фильме также представлены новые виды, такие как титанозавр, анурогнат и аквилопс. Всего ожидается 24 вида доисторических животных.

### Музыка
В апреле 2025 года Александр Деспла был утвержден в качестве композитора фильма. Это знаменует собой его второе сотрудничество с Эдвардсом, после «Годзиллы». Деспла заменяет предыдущего композитора «Мира юрского периода» Майкла Джаккино в контрасте с фильмом «Изгой-один. Звёздные войны: Истории», другим фильмом режиссёра Эдвардса, в котором Джаккино заменил Десплу в качестве композитора из-за пересъёмок, которые оставили последнего недоступным.
Деспла записал музыку в Abbey Road Studios в Лондоне с оркестром из 105 человек и хором из 60 человек. Музыка частично вдохновлена музыкой Джона Уильямса, который написал музыку для первых двух фильмов «Парк юрского периода».

## Маркетинг
Название фильма и пара фотографий первого взгляда были обнародованы 29 августа 2024 года. Первый трейлер вышел 5 февраля 2025 года, чему предшествовали многочисленные застывшие кадры. Обсуждая трейлер, Бен Трэвис из Empire чувствовал, что фильм был «визуально потрясающим» и напоминал первый «Парк юрского периода». 60-секундный телевизионный ролик транслировался 9 февраля 2025 года на Супербоуле LIX.
Mattel и Lego будут производить линию игрушек на основе фильма в рамках рекламной кампании.

## Прокат
Фильм Jurassic World Rebirth впервые был показан 17 июня 2025 года в кинотеатре Odeon Luxe Leicester Square в Лондоне.
В прокат в США картина вышла 2 июля 2025 года.

## Отзывы и оценки
Питер Дебрюге в своей рецензии для Variety признал, что фильм «предлагает обновлённую версию того же самого аттракциона, который Спилберг предложил 32 года назад, и всё же, это вряд ли кажется необходимым для общей мифологии серии, и не указывает, куда будет двигаться франшиза». Дэвид Руни из The Hollywood Reporter пишет: «Эдвардс явно является преданным поклонником Спилберга, вставляя тонкие отсылки на протяжении всего фильма, особенно в сценах на открытой воде, которые напоминают о „Челюстях“. 'Jurassic World: Rebirth' вряд ли займёт первое место в списках франшиз. Но давние поклонники должны получить удовольствие». Питер Брэдшоу в рецензии для The Guardian отметил: «Новый эпизод стал возвращением к старой форме после недавних провалов, с ожидаемыми установочными сценами в стиле Спилберга и отличной романтической линией между главными героями».